# Гері Спід
Гері Спід (англ. Gary Speed, нар. 8 вересня 1969, Манкот — пом. 27 листопада 2011, Гантінгтон) — валлійський футболіст, півзахисник. По завершенні ігрової кар'єри — футбольний тренер.
У ролі гравця насамперед відомий виступами за клуби «Лідс Юнайтед», «Ньюкасл Юнайтед» та «Болтон Вондерерз», а також національну збірну Уельсу.

## Клубна кар'єра
У дорослому футболі дебютував 1988 року виступами за «Лідс Юнайтед», в якому провів 8 сезонів, узявши участь у 248 матчах чемпіонату. Більшість часу, проведеного у складі «Лідс Юнайтед», був основним гравцем команди.
Упродовж 1996—1998 років захищав кольори «Евертона».
Своєю грою за останню команду привернув увагу представників тренерського штабу клубу «Ньюкасл Юнайтед», до складу якого приєднався 6 лютого 1998 року за 5,5 млн фунтів. Відіграв за команду з Ньюкасла наступні 6 з половиною сезонів своєї ігрової кар'єри. Граючи у складі «Ньюкасл Юнайтед», так само переважно виходив на поле в основному складі команди.
Упродовж 2004—2008 років захищав кольори клубу «Болтон Вондерерз».
До складу клубу «Шеффілд Юнайтед» приєднався 1 січня 2008 року за 250 тис. фунтів. Грав за команду з Шеффілда до літа 2010 року, після чого завершив ігрову кар'єру.

## Виступи за збірну
20 травня 1990 року дебютував в офіційних матчах у складі національної збірної Уельсу в товариській грі проти збірної Коста-Рики.
Разом за 15 років провів у формі головної команди країни 85 матчів, забивши 7 голів.

## Кар'єра тренера
Розпочав тренерську кар'єру відразу ж по завершенні кар'єри гравця, 2010 року, очоливши тренерський штаб клубу «Шеффілд Юнайтед».
Другим і останнім місцем тренерської роботи була збірна Уельсу, яку Гері Спід очолював з 14 грудня 2010 і до самої смерті 27 листопада 2011 року.

## Смерть
27 листопада 2011 року Спід був знайдений повішеним у власному будинку. За припущеннями поліції, тренер вчинив самогубство.

## Статистика

### Клубна
| Клуб               | Дивізіон     | Роки      | Чемпіонат | Чемпіонат | Кубок | Кубок | Кубок Ліги | Кубок Ліги | Інше | Інше  | Разом | Разом |
| Клуб               | Дивізіон     | Роки      | Ігор      | Голів     | Ігор  | Голів | Ігор       | Голів      | Ігор | Голів | Ігор  | Голів |
| ------------------ | ------------ | --------- | --------- | --------- | ----- | ----- | ---------- | ---------- | ---- | ----- | ----- | ----- |
| «Лідс Юнайтед»     | Прем'єр-ліга | 1988—1996 | 248       | 39        | 21    | 5     | 26         | 11         | 17   | 2     | 312   | 57    |
| «Евертон»          | Прем'єр-ліга | 1996—1997 | 58        | 15        | 2     | 1     | 5          | 1          | 0    | 0     | 65    | 17    |
| «Ньюкасл Юнайтед»  | Прем'єр-ліга | 1997—2004 | 213       | 29        | 22    | 5     | 11         | 1          | 38   | 5     | 284   | 40    |
| «Болтон Вондерерз» | Прем'єр-ліга | 2004—2008 | 121       | 14        | 6     | 0     | 4          | 0          | 8    | 0     | 139   | 14    |
| «Шеффілд Юнайтед»  | Чемпіоншіп   | 2007—2011 | 37        | 6         | 2     | 0     | 1          | 0          | 0    | 0     | 40    | 6     |
| Разом              | Разом        | Разом     | 677       | 103       | 53    | 11    | 47         | 13         | 63   | 7     | 840   | 134   |

### Тренер
| Клуб              | З              | П                 | Результат | Результат | Результат | Результат | Результат | Результат | Результат | Результат | Результат |
| Клуб              | З              | П                 | І         | В         | Н         | П         | ГЗ        | ГП        | РП        | В%        |           |
| ----------------- | -------------- | ----------------- | --------- | --------- | --------- | --------- | --------- | --------- | --------- | --------- | --------- |
| «Шеффілд Юнайтед» | 17 серпня 2010 | 14 грудня 2010    | 18        | 6         | 3         | 9         | 15        | 24        | −9        | 33,33     |           |
| Уельс             | 14 грудня 2010 | 27 листопада 2011 | 10        | 5         | 0         | 5         | 13        | 13        | +0        | 50,00     |           |
| Разом             | Разом          | Разом             | 28        | 11        | 3         | 14        | 28        | 37        | —         | 39,29     |           |

## Титули і досягнення
- Чемпіон Англії (1):

«Лідс Юнайтед»: 1991-92
- Володар Суперкубка Англії (1):

«Лідс Юнайтед»: 1992
- Переможець Кубка Інтертото (1):

«Ньюкасл Юнайтед»: 2001